# 러시아 통일민주당
러시아 통일민주당 "야블로코"(러시아어: Российская объединённая демократическая партия «Яблоко»)는 러시아의 사회자유주의 정당이다. 옛 소련의 부총리였던 그리고리 야블린스키가 유리 볼디예프와 블라디미르 루킨과 함께 창당하였고 현재 대표는 니콜라이 리바코프이다. 1993년 창당 직후에는 그 이름을 "야블린스키-볼디예프-리킨 블록"이라고 했다. "야블로코"는 러시아어로 사과라는 뜻으로, 창립자인 그리고리 야블린스키, 유리 볼디예프(상원 의원, 현재는 탈당함), 블라디미르 리킨(하원 의원, 전(前) 주미 러시아 대사)의 머리 글자에 "코"를 붙였다. 경제적으로는 사회적 시장경제를 지지하며, 사유재산을 보호하고 동등한 기회를 보장하기 위한 정치•경제에서의 공정한 경쟁을 지지한다. 외교적으로는 러시아의 유럽 연합 가입과 미국과의 우호관계 수립 등 서방과의 관계 강화를 주장하고 있다.
우파 연합(우파 세력 동맹)과의 차이점으로는 사회 복지를 중시하고 있으나, 옐친 정권과 푸틴 정권을 비판하는 것을 들 수 있다. 또 주요 정당에서는 미국과의 전쟁에 반대해 왔다. 그 때문에 연립야당이라고도 불려서 해마다 지지자는 증가하지는 않는 경향에 있어, 푸틴 정권의 복지 정책 중 일부를 지지했지만 푸틴 정권에 의해서 체포된 러시아 석유회사 유코스의 과시를 뽐내며 자부함으로 신흥재벌에 불만을 품는 국민의 지지를 급속히 잃었다. 한편 공동창립자 유리 볼디예프가 1995년에 탈당하였고, 2003년의 하원 선거에서는 대패하여 4석으로 크게 줄어들었다.
2005년 12월 4일 우파 연합과 함께 야블로코-연합민주주의란 이름으로 모스크바 두마 선거에서 11%를 득표해 입성에 성공했지만, 2007년 치러진 하원 선거에서는 모든 의석을 잃었다. 2011년 지방선거에서는 상트페테르부르크 의회에 6석, 카렐리야 공화국 의회에 4석, 프스코프 의회에 2석을 얻었으며, 2019년 지방선거에서도 모스크바 두마에 4석, 하바로브스키 변경주의회에 1석을 가져갔다.

## 같이 보기
- 러시아의 정당